# SILO
SILO (zkratka z anglického SPARC Improved bootLOader) je zavaděč používaný operačním systémem Linux na počítačích architektury SPARC, kde je ukládán do paměti PROM. Je jím také možné zavést operační systém Solaris.
SILO je z uživatelského hlediska na první pohled velmi podobné zavaděči LILO, který slouží k zavedení Linuxu na jiných architekturách. Na rozdíl od něj ovšem zpracovává konfigurační soubor za běhu, takže není nutné jej po každé změně konfigurace přeinstalovat. Umí načíst jádro z několika souborových systémů: Ext2, Ext3, UFS a ISO 9660.
Podporuje transparentní dekomprimaci obrazů vmlinuz za pomoci gzipu.
Jedná se o svobodný software dostupný pod licencí GNU GPL.